# 마이클 그린 (정치학자)

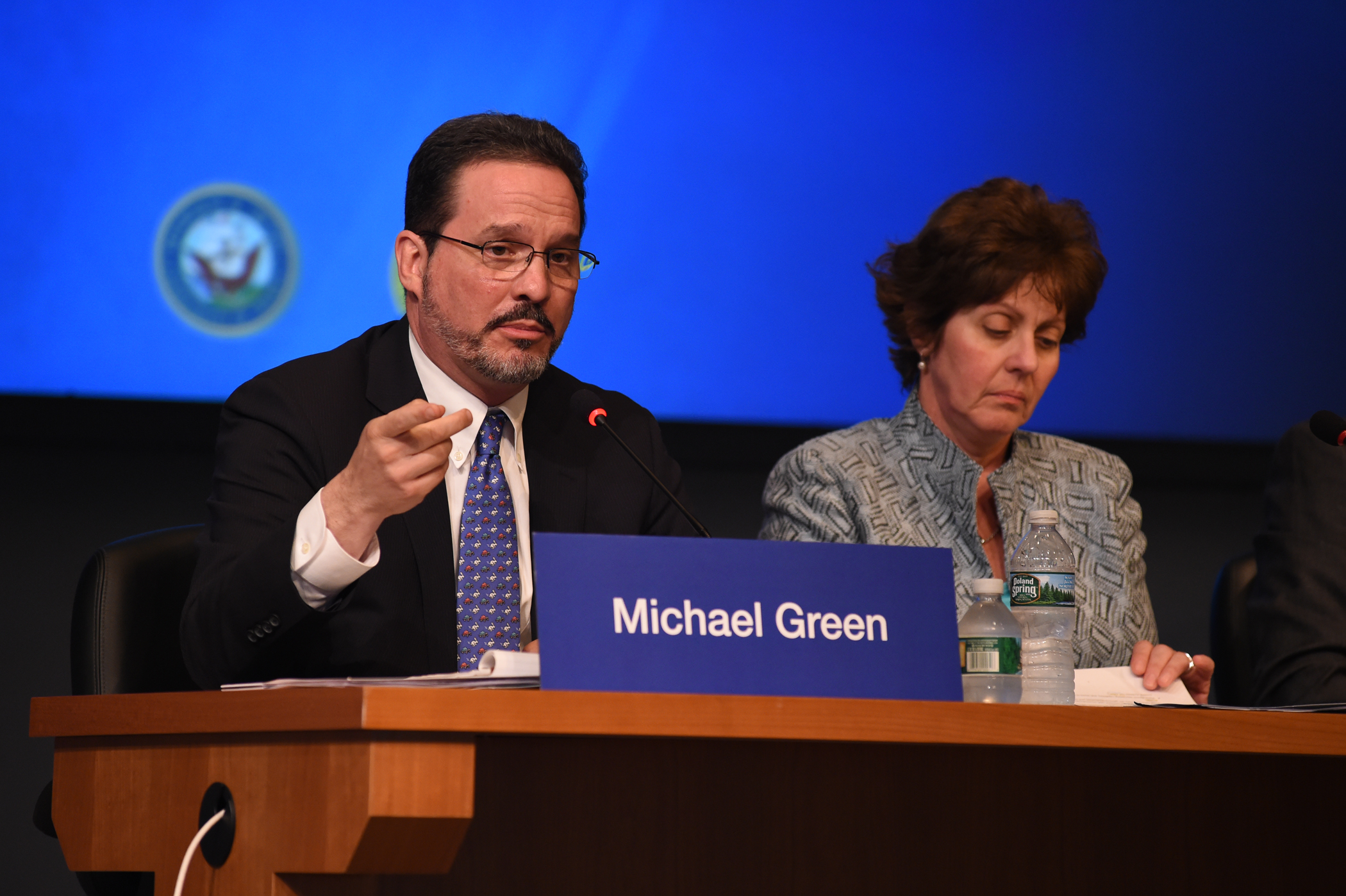
2016년 모습

마이클 조너선 그린(영어: Michael Jonathan Green, 1961년 ~ )은 미국 전략국제문제연구소 선임고문 겸 일본실장으로 있는 미국의 정치학자다. 대표적인 지일파 학자로 손꼽힌다. 존스홉킨스대학교 대학원에서 국제관계학 석사와 박사 학위를 취득하였으며 조지 부시 대통령의 백악관 국가안보회의에서 아시아담당 선임보좌관, 아시아담당 선임국장을 맡았다. 이후 미국 조지타운대학교 국제관계학부 교수와 일본 도쿄대학교 연구원을 했다. 중앙일보에서 글로벌 포커스 기명 칼럼니스트로 활동하고 있다.

## 같이 보기
- 일본재단